# Кіт Масто
Кіт Масто (англ. Keith Musto, 12 січня 1936) — британський яхтсмен.
Срібний призер Олімпійських Ігор 1964 року в класі Летючий голандець.